# Río Bello
Río Bello är en ort i Mexiko.   Den ligger i kommunen Morelia och delstaten Michoacán de Ocampo, i den södra delen av landet, 210 km väster om huvudstaden Mexico City. Río Bello ligger 2 053 meter över havet och antalet invånare är 433.
Terrängen runt Río Bello är varierad, och sluttar norrut. Runt Río Bello är det ganska glesbefolkat, med 22 invånare per kvadratkilometer. Närmaste större samhälle är Morelia, 7,9 km nordväst om Río Bello. I omgivningarna runt Río Bello växer huvudsakligen savannskog.